# Greg Ham
Gregory Norman „Greg” Ham (ur. 27 września 1953 w Melbourne, zm. ok. 19 kwietnia 2012 w Melbourne) – australijski muzyk, kompozytor i aktor. Był członkiem zespołu Men at Work w którym grał na saksofonie, flecie i instrumentach klawiszowych.

## Życiorys
Urodził się w Melbourne, gdzie uczęszczał do Camberwell Grammar School w latach 1964-71, odpowiednik matury (Higher School Certificate) zdał w latach 1970/71.
W 1972 Ham spotkał i zaprzyjaźnił się z Colinem Hayem i w 1979 przyłączył do pierwszego składu grupy Men at Work wraz z Ronem Strykertem i Jerrym Speiserem. W grupie Ham grał na kilku instrumentach i występował jako wokalista. Był autorem improwizowanego riffu zagranego w jednym z największych przebojów grupy „Down Under”.
W 2009 został oskarżony o plagiat i skopiowanie melodii dziecięcej piosenki „Kookaburra Sits in the Old Gum Tree”. W 2010 Federal Court of Australia zasądził, że Ham był winny plagiatu.
Po rozpadzie Men at Work w 1985, Ham grał w kilku innych zespołach, tworzył muzykę filmową oraz pracował jako nauczyciel gry na gitarze w szkole podstawowej. W 1995 na krótko przyłączył się ponownie do Men at Work na czas tournée zespołu po Stanach Zjednoczonych.
Mieszkał samotnie w dzielnicy Carlton North w Melbourne. Jego ciało zostało znalezione 19 kwietnia 2012.
Był rozwiedziony, miał dwoje dzieci.